# Saint-Léger-des-Vignes
Saint-Léger-des-Vignes är en kommun i departementet Nièvre i regionen Bourgogne-Franche-Comté i de centrala delarna av Frankrike. Kommunen ligger i kantonen La Machine som tillhör arrondissementet Nevers. År 2022 hade Saint-Léger-des-Vignes 1 669 invånare.

## Befolkningsutveckling
Antalet invånare i kommunen Saint-Léger-des-Vignes
| Referens: INSEE |